# Pain d'Alouette
Pain d'alouette est un diptyque de bande dessinée français réalisé par Christian Lax et publié en 2009 (Première époque) et en 2011 (Seconde époque) chez Futuropolis. Cette narration, qui porte sur la course cycliste, fait suite à L'Aigle sans orteils. 

## Synopsis
Avril 1919 : la course Paris-Roubaix traverse les ruines de la Grande Guerre. Certains reprennent la compétition, d'autres se contentent de la regarder. C'est le cas de Quentin Ternois, ancien espoir, désormais sans le souffle (il a été gazé). Dans un orphelinat, un homme laisse un paquet pour une petite fille de quatre ans : Reine Fario. Ce paquet, c'est tout ce que lui laisse son père, disparu en 1917.
Tour de France 1923 : sur le bord de la route Fernand et Camille Peyroulet se retrouvent. Ils parlent de leur ami commun « L'Aigle sans orteils ». Peyroulet apprend qu'il laisse une petite orpheline. Il se met à sa recherche. Dans le nord, Élie Ternois travaille à la mine comme toute sa famille avant lui. Il réussit à se faire remplacer et assiste au passage du tour avec son oncle, Quentin, qu'il admire. Son père est furieux.
Grâce à une petite annonce, Peyroulet retrouve Martial Antras près de Foix. Martial lui raconte les derniers moments de l'Aigle, tué par une grenade. Il retrouve l'orphelinat. Mais le directeur, obtus et sadique, lui laisse peu d'espoir. Peyroulet multiplie les démarches, ses positions pacifistes et son âge jouent contre lui.
1924 Paris-Roubaix, Élie est consigné à la mine par Dehauve, le surveillant, à la demande de son père. À l'orphelinat, une inspection met en évidence les mauvais traitements. Reine doit être transférée. Pour ne pas être séparées, Elsa et Reine, aidées d'une sœur se cachent dans un chalet d'Alpages. Elles sont retrouvées par les gendarmes. Reine est évacuée vers une pension plus humaine. La gauche gagne les élections. Grâce à l'appui de leur ami Raoul, devenu député, Peyroulet et Clémence peuvent enfin adopter la petite Reine et récupérer le paquet légué par son père.

## Les personnages
Les nordistes
- Quentin Ternois : ancien mineur, cycliste du nord, gazé à Ypres, il doit abandonner le vélo et son travail à la mine
- Élie : son neveu, comme lui passionné par la petite reine.
- Achille Dehauve : contremaître à la mine, il échappe à la mobilisation.

L'orphelinat
- Reine Fario : orpheline, fille de « l'Aigle » et Adeline, elle a quatre ans à la fin de la guerre.
- Elsa : orpheline, comme Reine, pupille de la Nation, forte tête, un peu plus âgée que Reine, elle va la prendre sous son aile.
- M. Poirier : directeur de l'orphelinat, ancien militaire. Capitaine, blessé en 1916 et 1917, il perd l'usage d'une jambe, est réformé avec le grade de commandant.

- Camille Peyroulet : astronome, il a travaillé à l'observatoire du Pic du Midi. Passionné par le cyclisme, il est devenu l'ami de l'Aigle sans orteils. Marié à Clémence, il a plus de soixante ans. C'est le correspondant du journal La Dépêche. Pacifiste, il entre en guerre contre les monuments aux morts « va-t-en guerre ».
- Raoul : ami de Peyroulet, il a lui aussi travaillé au Pic du Midi et devient député de gauche.

Les cyclistes
- Amédée Fario : l'Aigle sans orteils, paysan pyrénéen devenu cycliste. Pour se payer un vélo, il participe à la construction puis au ravitaillement de l'observatoire du Pic du Midi. Un hiver, ses pieds gèlent. Il est amputé. Marié avec Adeline, tous deux ont une fille. Il disparaît en 1917.
- Martial Antras : durant la guerre, il est affecté au même bataillon de chasseurs cyclistes que Quentin Ternois et Amédée (L'Aigle). C'est lui qui recueille les dernières volontés d'Amédée. Après guerre, défiguré, il rentre chez lui, au-dessus de Foix. Dans son petit village isolé, il héberge et cache d'autres « gueules cassées »
- Participants au Tour de France ou à Paris-Roubaix coureurs, journalistes sportifs...

## Publications
- no 1 Première époque, Futuropolis,  (ISBN 978-2-7548-0306-9), 2009
Scénario, dessin et couleurs : Christian Lax
- no 2 Seconde époque, Futuropolis,  (ISBN 978-2-7548-0378-6), 2011
Scénario, dessin et couleurs : Christian Lax
- Int. Pain d'alouette, Futuropolis,  (ISBN 978-2-7548-3349-3), 2022
Scénario, dessin et couleurs : Christian Lax